# Ночхоні
Ночхоні (груз. ნოჩხონი) — село в Грузії.
За даними перепису населення 2014 року в селі проживає 269 особи.